# Erucastrum
Genre
Classification phylogénétique
Erucastrum est un genre de plantes annuelles, bisannuelles ou vivaces de la famille des Brassicacées (ou Crucifères).
Les espèces de ce genre ressemblent aux roquettes. Parmi les 19 espèces connues, on trouve en Europe et notamment en France :
- Erucastrum gallicum - Érucastre de France
- Erucastrum nasturtiifolium - Fausse roquette à feuilles de cresson.